# 恋と軍艦
『恋と軍艦』（こいとぐんかん）は、西炯子による日本の漫画作品。『なかよし』（講談社）にて2011年2月号から2015年6月号まで連載。西が講談社の漫画雑誌で連載を持つのは初めてである。単行本は全8巻。

## あらすじ
両親の不仲が原因で、小舟町の祖母の元に引っ越してきた中学1年生の遠藤香菜は、28歳年上の町長に恋をしていた。ある夜、祖母との小さな諍いで家を飛び出し闇雲に走った香菜は、「入市」という奇妙な男の家に迷い込む。後日、友達がいないという共通点から親しくなったクラスメイトの篠原晶が「入市アレクサンドル」という漫画家のファンだと知り、再び入市の家に行ってみると、そこへ香菜が恋い焦がれる町長がやってくる。
※ 小舟町は、戦時中に軍艦の部品工場を作るかどうかで町の住民が賛成派と反対派に割れていた。結局工場は作られ、賛成派とその係累が幅を利かせるようになる。当時の町長の孫が、作中での町長の港航一である。

## 登場人物

### 主要人物
遠藤 香菜（えんどう かな）
主人公。13歳の中学1年生。小学5年生の時に両親が別居することになり、エステティシャンの母に引き取られる。しかし、母は会社の中国支店を任されることになったため、小舟町の祖母に預けられることになった。小学校でも中学校でも友達ができず、母は多忙で滅多に連絡もできず寂しさを募らせている。
小学生の時の運動会で町長にメダルをかけてもらった時から、彼に憧れている。妄想好きの一面があり、町長との色恋を妄想している。入市の家に行っていることは、晶との秘密である。
篠原 晶（しのはら あきら）
香菜のクラスメイト。香菜からはとっつきにくいと思われており、自分の性格の悪さを自認しているが、次第に親しくなっていく。母は美容師で、高校生の兄がいる。
本と漫画が好きで、周囲には隠しているが、アレクサンドルの大ファン。漫画家を志している。
港 航一（みなと こういち）
小舟町の爽やかなタイプの町長。41歳。郵便局長の甥。漁業などの産業が衰退していく町の未来を憂えている。
入市とは友人らしいが、仲が良すぎる様子に、晶はただならぬ仲だと疑っている。
入市 アレクサンドル（いりいち アレクサンドル）
エロ漫画家。金髪に無精ひげを生やし、肩から胸にかけて入れ墨が彫られている。
本名は“克美・アレクサンドル・イヴァーノヴィチ・イリイチ”、父親がロシア人のハーフ。航一からは「サーシャ」（アレクサンドルの愛称）と呼ばれる。

### その他
松本 陽（まつもと よう）
香菜のクラスメイト。晶とは幼稚園からの幼なじみ。何かにつけて「訴える」と言うのが口癖。たびたび香菜をからかっては、晶にたしなめられる。
アヤ
香菜のクラスメイト。山下水産の社長の娘。自分が一番ちやほやされたい。「山下水産」は軍艦工場建設賛成派だった。
吉元 セツコ（よしもと セツコ）
香菜の祖母。和裁が得意で、毎年香菜に浴衣を縫ってくれる。
姉小路 玲奈（あねこうじ れいな）
談講社の入市の担当編集者。豊満な肉体を武器に航一にアピールするが、全く相手にされない。

## 書誌情報
- 西炯子 『恋と軍艦』 講談社〈KCなかよし〉、全8巻
  1. 2011年8月5日発売、ISBN 978-4-06-364318-3
  2. 2012年3月6日発売、ISBN 978-4-06-364343-5
  3. 2012年10月24日発売、ISBN 978-4-06-364365-7
  4. 2013年5月10日発売、ISBN 978-4-06-364383-1
  5. 2013年12月13日発売、ISBN 978-4-06-364405-0
  6. 2014年7月11日発売、ISBN 978-4-06-364432-6
  7. 2015年3月13日発売、ISBN 978-4-06-364461-6
  8. 2015年8月12日発売、ISBN 978-4-06-364478-4